# Pachyptila
Pachyptila Illiger, 1811 è un genere di uccelli marini della famiglia Procellariidae.

## Tassonomia
Il genere Pachyptila comprende le seguenti specie:
- Pachyptila vittata (G.Forster, 1777) – prione beccolargo
- Pachyptila salvini (Mathews, 1912) – prione di Salvin
- Pachyptila desolata (J.F.Gmelin, 1789) – prione antartico
- Pachyptila belcheri (Mathews, 1912) – prione beccosottile
- Pachyptila turtur (Kuhl, 1820) – prione fatato
- Pachyptila crassirostris (Mathews, 1912) – prione fulmaro